# Hypoptopoma steindachneri
Hypoptopoma steindachneri är en fiskart som beskrevs av Boulenger, 1895. Hypoptopoma steindachneri ingår i släktet Hypoptopoma och familjen Loricariidae. Inga underarter finns listade i Catalogue of Life.